# Phalaenopsis parishii
Phalaenopsis parishii Rchb.f., 1865 è una pianta della famiglia delle Orchidacee originaria dell'Asia meridionale.

## Descrizione
È un'orchidea epifita di piccola taglia, spesso di minime dimensioni, a crescita monopodiale. Presenta un gambo breve avvolto da foglie basali che si presentano di forma da ellittica a obovata, carnose e pendenti. La fioritura avviene normalmente in primavera, mediante un'infiorescenza racemosa o raramente paniculata che aggetta lateralmente, portante da 6 a 12 fiori. Questi sono grandi normalmente meno di 2 centimetri, si aprono contemporaneamente e sono di colore bianco in petali e sepali, mentre il labello è bilobato e infuso di rosa, con macchie rosso porpora e giallo.

## Distribuzione e habitat
La specie è originaria dell'Asia meridionale, in particolare della catena dell'Himalaya orientale, dello stato indiano di Assam, Myanmar, Thailandia e Vietnam, dove cresce epifita sugli alberi della foresta pluviale, normalmente su alberi ricoperti di muschio che crescono su torrenti, dal livello del mare a massimo 500 metri di quota.

## Sinonimi
Grafia parishii (Rchb.f.) A.D.Hawkes, 1966

Polychilos parishii (Rchb.f.) Shim, 1982

Doritis parishii (Rchb.f.) T.Yukawa & K.Kita, 2005

Aerides decumbens Griff., 1851

Kingiella decumbens (Griff.) Rolfe, 1917

Biermannia decumbens (Griff.) Tang & F.T.Wang ex Merr. & Metcalf, 1945

Phalaenopsis decumbens (Griff.) Holttum, 1947

Kingidium decumbens (Griff.) P.F.Hunt, 1970

Polychilos decumbens (Griff.) Shim, 1982

## Coltivazione
Questa pianta è bene coltivata in panieri appesi, su supporto di sughero oppure su felci arboree e richiede in coltura esposizione all'ombra, temendo la luce diretta del sole, e temperature calde per tutto il corso dell'anno..